# Amongst the Waves
«Amongst the Waves» — пісня американського рок-гурту Pearl Jam, третій сингл з альбому Backspacer (2009).

## Історія створення
«Amongst the Waves» стала однією з пісень Pearl Jam, що були присвячені океанові. Подібні пісні гурт випускав починаючи з першого альбому, зокрема, «Oceans» (Ten, 1991), «Whale Song» (збірка Music for Our Mother Ocean, 1999) та «Big Wave» (Pearl Jam, 2006). Ця тема була цікавою насамперед вокалістові Едді Веддеру, завзятому серфінгісту. 
Музику до пісні написав гітарист Pearl Jam Стоун Ґоссард.

## Вихід синглу
«Amongst the Waves» увійшла до альбому Backspacer, та стала третім синглом з платівки. З його виходом музиканти в черговий раз намагались привернути увагу до проблем, пов'язаних із засміченням океану та його збереженням. Зібрані кошти від продажу треку на iTunes призначались Міжнародному товариству збереження природи, зокрема, для боротьби із наслідками вибуху нафтової платформи Deepwater Horizon, що стався 20 квітня 2010 року.
Сингл «Amongst the Waves» вийшов 21 червня 2010 року, як в цифровому вигляді, так і обмеженим тиражем на вінілі. На стороні «Б» знаходилась інша пісня Веддера «The End». Сингл «Amongst the Waves» потрапив до тридцятки кращих пісень в хіт-парадах Billboard Alternative Songs та Rock Songs, а також посів першу сходинку в чарті Billboard Canada Rock.
На пісню було знято відеокліп, який містив фрагменти концертних виступів Pearl Jam. Режисерами стали Раян Томас та Брендан Кенті (барабанщик Fugazi). 

## Місця в чартах
| Хіт-парад (2010)            | Найвища позиція |
| --------------------------- | --------------- |
| Polish Singles Chart        | 16              |
| Billboard Alternative Songs | 17              |
| Billboard Rock Songs        | 27              |
| Канада (Canadian Hot 100)   | 78              |
| Billboard Canada Rock       | 1               |